# HD 8375
HD 8375 — звезда, жёлтый субгигант, находящийся в созвездии Андромеда на расстоянии приблизительно 176,83 св. лет от Земли. Является кратной звездой. По состоянию на 2007 год, радиус звезды оценивается в 3,57 солнечного радиуса. Исходя из положительной радиальной скорости, звезда удаляется от Солнца. Планет у HD 8375 обнаружено не было. Звезда видима невооружённым глазом на ночном небе.

## Обнаружение третьего компонента
В 2013 году с помощью телескопов обсерватории Кека методом прямого наблюдения был обнаружен третий компонент системы. Астрометрия показала, что его собственное движение совпадает с движением системы, а значит они связаны физически и образуют иерархическую тройную систему. Компонент обращается вокруг тесной двойной системы по часовой стрелке в картинной плоскости с периодом 1,9 года. Фотометрия показала, что он является красным карликом спектрального класса M1 с массой не менее 0,297  солнечной.